# Estación de Jerez de la Frontera
Jerez de la Frontera es una estación de ferrocarril de carácter monumental situada en la ciudad española de Jerez de la Frontera. Es un edificio de gran valor arquitectónico, lo que ha provocado que se trámite su protección como Bien de Interés Cultural. Históricamente, Jerez de la Frontera llegó a ser un nudo ferroviario en el que se bifurcaban varias líneas férreas: Sevilla-Cádiz, Jerez-Bonanza o Jerez-Arcos de la Frontera. A eso se suma el hecho de que la estación tradicionalmente ha tenido un importante tráfico de pasajeros y mercancías, siendo una de las principales estaciones de la región andaluza. 
Dispone de servicios de Larga y Media Distancia. Forma parte además de la línea C-1 de Cercanías Cádiz. Con más de dos millones de usuarios durante 2011, es la estación con más tránsito de pasajeros de la provincia de Cádiz y la cuarta de Andalucía, tras Sevilla-Santa Justa, Córdoba y Málaga.

## Situación ferroviaria
Se encuentra en el punto kilométrico 109,5 de la línea férrea de ancho ibérico Alcázar de San Juan-Cádiz. El kilometraje toma como punto de partida la ciudad de Sevilla, ya que este trazado va unido a la línea Sevilla-Cádiz posteriormente integrada por Adif en la ya mencionada línea Alcázar de San Juan-Cádiz. El tramo es de vía doble y está electrificada.

## Historia
En 1854 se inauguró la primera línea de ferrocarril de Andalucía, entre Jerez y El Puerto de Santa de María, como primer tramo de la línea Jerez-Muelle de Trocadero, que se completó en 1856 con una longitud de unos 27 km. Su origen se encuentra en la necesidad de transportar las botas de vino de Jerez hasta un puerto para embarcar con destino al Reino Unido. Las obras corrieron a cargo de la Compañía de los Ferrocarriles de Sevilla a Jerez y de Puerto Real a Cádiz que poco después cambió su nombre al de Compañía de los Ferrocarriles de Sevilla a Jerez y Cádiz. El concesionario fue Luis Díez Fernández de la Somera, fundador del Banco de Andalucía.  En 1879 Compañía de los Ferrocarriles de Sevilla a Jerez y Cádiz optó por vender la línea que ya cubría el trayecto Cádiz-Sevilla, a la Compañía de los Ferrocarriles Andaluces que pagó por ella 6 millones de pesetas.

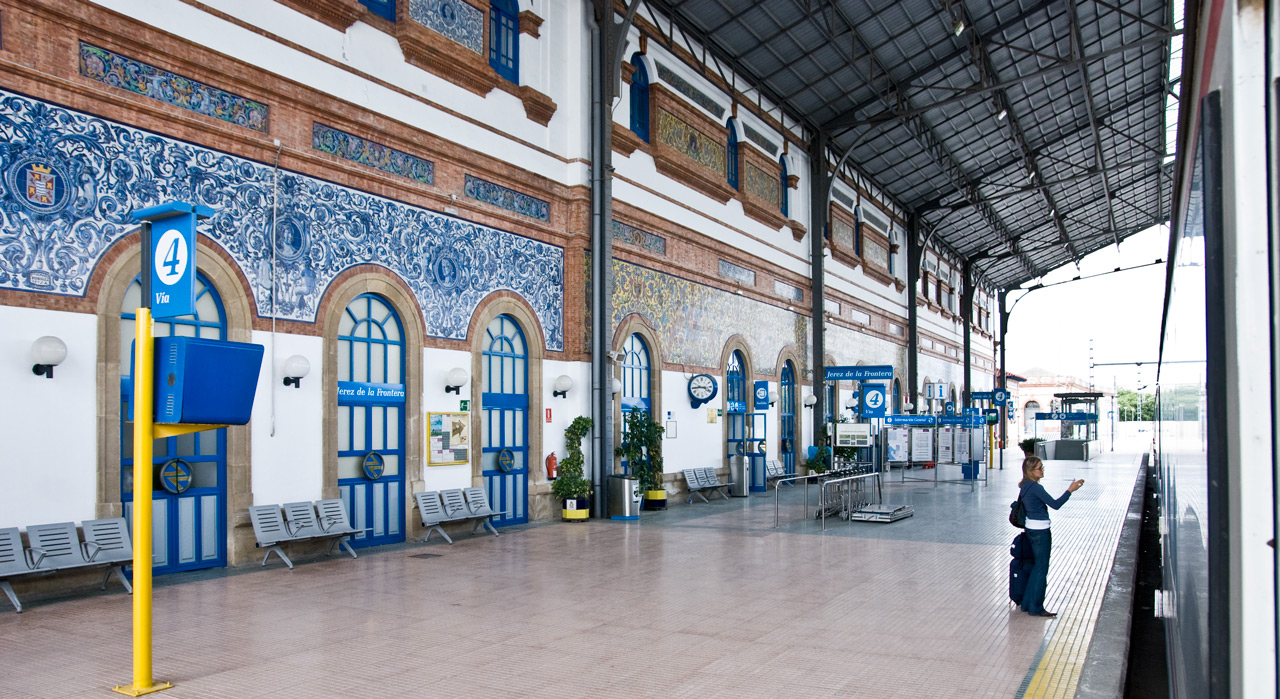
Fachada interior

Como era la norma, la primera estación de Jerez fue una estación provisional de madera y ladrillo, un simple barracón que cumplía funciones básicas. En 1863, el arquitecto belga Leon Beau presentó un primer proyecto de estación definitiva que hacia mención a un edificio de 103 metros de planta que cubría las cuatro vías y que no pretendía destacar respecto de los otros edificios del entorno. Aunque algunas fuentes fijan su construcción para 1877 otras autores niegan que la estación de Leon Beau pasará de ser un proyecto ante la inexistencia de documentos que den fe de ello. De la que sí existen pruebas documentales de su construcción es de la estación que construyó Andaluces entre 1902 y 1908. Dicho recinto se mantuvo en pie hasta una fecha incierta que se sitúa entre en 1928 y 1930 cuando fue construido el actual edificio para viajeros al parecer unido a Exposición Iberoamericana de Sevilla. Si bien la obra ha sido ampliamente atribuida al arquitecto Aníbal González, autor entre otras de la plaza de España de Sevilla o del Gallo Azul, algunas fuentes dudan de su participación máxime cuando su fallecimiento tuvo lugar el 31 de mayo de 1929.
En 1936, durante la Segunda República, «Andaluces» fue incautada por el Estado debido a sus problemas económicos, y asignada la gestión de sus líneas férreas a la Compañía Nacional de los Ferrocarriles del Oeste. Esta situación no duró mucho, ya que en 1941, con la nacionalización de toda la red ferroviaria española, las instalaciones pasaron a manos de RENFE.
Durante décadas funcionó el conocido como "Ferrobús de la playa" a Sanlúcar de Barrameda, Rota y Chipiona, eliminado en 1984.
Durante la ejecución del Primer Plan de Modernización de Estaciones (1986-1990) las instalaciones de Jerez de la Frontera fueron restauradas bajo la dirección del arquitecto Miguel Ángel Guerrero.
Desde el 1 de enero de 2005 Renfe Operadora explota la línea mientras que Adif es la titular de las instalaciones ferroviarias.
En 2004 el traslado de la Estación de autobuses central de Jerez a un emplazamiento cercano a la estación de ferrocarril mejoró sensiblemente las conexiones entre ambos medios de transportes. Durante 2008, se completaron las obras de creación de un aparcamiento subterráneo en la plaza de la Estación, así como del acondicionamiento y nueva distribución del tráfico en la misma.
Queda pendiente, no obstante, la recolección de su terminal de mercancías
En 2019 se producen desprendimientos en el edificio
En 2020 se licitaron obras para la recuperación de elementos de su fachada.

## La estación

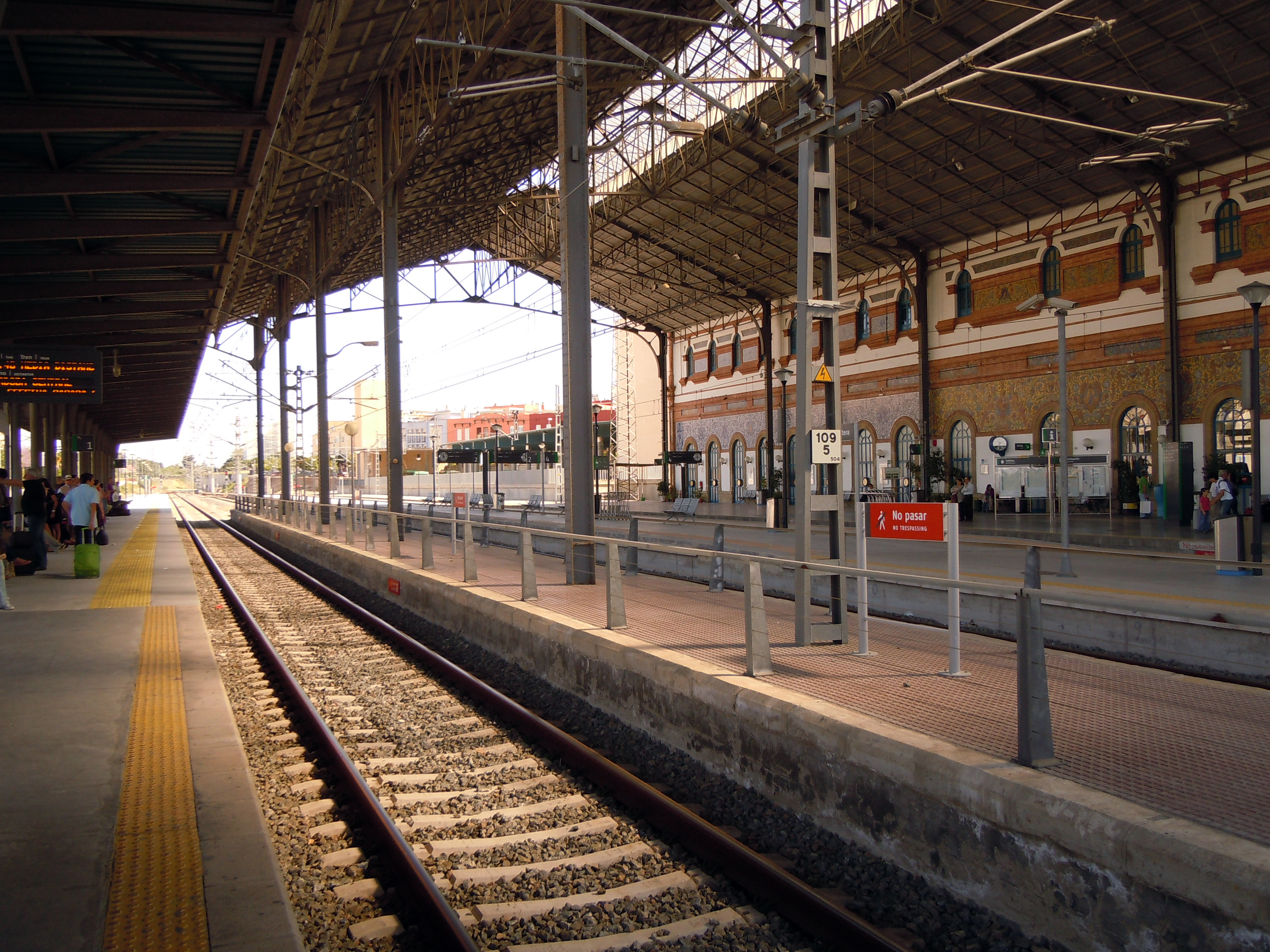
Andenes de la estación de Jerez de la Frontera.

### Descripción
El edificio para viajeros de la estación de Jerez combina el historicismo del estilo renacentista con elementos mudéjares especialmente presentes en el apartado ornamental y regionalistas. Toda la estructura se articula sobre una planta alargada sobre la que se sitúan los diferentes volúmenes de los que consta el edificio siguiendo unos criterios simétricos. La fachada principal está formada por un cuerpo central que en su parte baje sirve de acceso al recinto gracias a tres grandes vanos realizados con arcos de medio punto y flanqueados por pilastras. La parte superior da lugar por su estructura a una torre que alberga el reloj principal de la estación. No es esta la única torre de la edificación ya que otras cuatro, dos escoltando la central y otras dos en cada extremo del edificio están presentes. El espacio entre las diferentes torres se ocupa gracias a una arcada de medio punto en la planta baja y a vanos que emplean el mismo arco en la parte superior. A pie de calle una escalinata sirve para salvar el desnivel entre el edificio y la acera.
Desde el punto de vista decorativo destaca la unión de elementos como la piedra y el ladrillo, de la rejería o de azulejos. Entre las escenas representadas a través de estos medios se encuentran principalmente alegorías o figuras mitológicas con la industria o el progreso, y escudos locales y regionales presididos por un escudo de España con el formato usado durante la Segunda República.

### Servicios
La estación ofrece a los viajeros tanto los servicios propios de una estación de tren: venta de billetes, máquinas de autoventa tanto para servicios de cercanías como de Media Distancia, atención al cliente y aseos, como servicios comerciales: librería, cafetería, tiendas de regalos y alquiler de coches. Cuenta con tres andenes, uno lateral y dos centrales a los que acceden cuatro vías. Todas están protegidas por una gran cubierta de metal y cristal. Unos ascensores y unos pasos subterráneos facilitan los accesos de los viajeros. En el exterior existen varias zonas de aparcamiento.

## Servicios ferroviarios

### Alta Velocidad
En 2025, esta prevista, la llegada de la marca Renfe AVE a la ciudad de Cádiz y Jerez, gracias a la remodelación de los antiguos Renfe Trenhotel en trenes de alta velocidad con locomotora motriz de los Talgo AVRIL, capaces de alcanzar velocidad de 330 km/h. A estos nuevos trenes se le denominan Serie 107 de Renfe. Cádiz es una de las ciudades en las que está previsto que den servicios estos nuevos trenes.

### Larga Distancia
Cinco trenes Alvia diarios en ambos sentidos con parada en la estación unen Jerez de la Frontera con Cádiz y Madrid con escala a veces en Sevilla, Córdoba o Ciudad Real. 
También ha recuperado recientemente (verano de 2021) la conexión directa con Barcelona, que hizo hasta 2010 el Trenhotel, mediante el Intercity Torre del Oro realizado con un tren de la serie 120 de Renfe.

### Media Distancia
Todos los trenes MD de la línea 65 que opera Renfe se detienen en la estación. Dicha línea cubre el trayecto Sevilla-Cádiz aunque algunas relaciones continúan o provienen de Córdoba o Jaén.

### Cercanías
La estación tiene servicios de cercanías con una frecuencia de 30 minutos por la mañana y 60 minutos por la tarde (Desde las 16:35) los días laborables. 60 minutos los fines de semana y festivos. En el sistema tarifario de Cercanías Cádiz se ubica esta estación en la zona 5. De media el trayecto Cádiz-Jerez se cubre en 45 minutos.